# HC Dukla Senica
Le HC Dukla Senica est un club de hockey sur glace de Senica en Slovaquie. Il évolue dans la 1.liga, le deuxième échelon slovaque.

## Historique
Le club est créé en 1974 sous le nom de VTJ Senica. Par la suite, il a été renommé à plusieurs reprises :
- 1974-1989 :  VTJ Senica
- 1989-1994 : VTJ Dukla Senica
- 1994-1995 : HC Dukla Senica
- 1995-1997 : HC Dukla Nafta Senica
- 1997-2000 : HC Dukla Senica
- 2000-2002 : HC Dukla Inpro Senica
- 2002-2003 : HC Dukla Senica
- 2003-2004 : HC Dukla KAV Hurban Senica
- Depuis 2004 : HC Dukla Senica

## Palmarès
- Vainqueur de la 2.liga : 1991, 1992.